# Neva Eva
『Neva Eva』（ネヴァ・エヴァ）は、島谷ひとみの25枚目のシングル。2007年6月6日にavex traxよりリリースされた。
不屈の女子魂を歌う表題曲は、スカのリズムに乗せて島谷の力強いボーカルが弾ける、夏らしいグルーヴ感あふれる一曲。島谷のライブで盛り上がる曲の一つである。
表題曲のミュージック・ビデオは、島谷としては初のコミカル路線であり、OL にコスプレした島谷が「スーパーOLひとみ」に扮し、ほかアニマル浜口が上司の部長役、ガールズ・ホーン・バンドのピストルバルブが同僚 OL 役としてゲスト出演している。監督はスミス。浜口は、表題曲がプロレス中継のテーマソングになった絡みでの出演であり、このシングルのプロモーションにも協力している。
C/W の「白昼夢」も夏らしい、セクシーなラテン・ナンバー。

## 収録曲

### CD
1. Neva Eva
作詞:松本理恵/作曲・編曲:迫 茂樹/ブラスアレンジ:茶谷将彦
  - 日本テレビ系『レスリング中継 2007』イメージソング[5][6]。
2. 白昼夢
作詞:島谷ひとみ/作曲:吉山隆之/編曲:川端良征/ブラスアレンジ:佐野 聡
3. Neva Eva (Instrumental)
4. 白昼夢 (Instrumental)

### DVD
1. Neva Eva （Music Clip）
2. おまけ特典映像「ひとみと愉快な仲間たち！〜Music Clip NGテイク & メイキング〜」（初回限定盤のみ）

『CD』と『CD＋DVD』の2種類がある。

## 参加ミュージシャン
- 吉田太郎 - ドラムス(#1)
- 中川量 - ベース(#1)
- 菊池達也 - ギター(#1)
- 行岡久恵 - パーカッション(#1)
- 茶谷将彦 - トランペット(#1)
- 忍田耕一 - トロンボーン(#1)
- 武田和大 - サックス(#1)
- 鈴木正則 - トランペット(#2)
- 佐野聡 - トロンボーン(#2)